# 정선 필 풍악내산총람도
정선 필 풍악내산총람도(鄭敾 筆 楓嶽內山總覽圖)는 대한민국 서울특별시 성북구 간송미술관에 있는,  조선시대 정선이 60대에서 70대에 이르는 1740년대에 제작된 작품이다. 2017년 12월 26일 대한민국의 보물 제1951호로 지정되었다.

## 개요
정선 필 <풍악내산총람도>는 제작연도를 정확하게 알 수 없지만 필치와 화풍으로 보아 정선이 60대에서 70대에 이르는 1740년대에 제작된 작품으로 생각된다.
<풍악내산총람도>는 녹색, 황색, 적색, 흰색 등 채색을 가장 적극적으로 사용하여 가을의 내금강 전모를 효과적으로 표출하였다는 점에서 다른 <금강전도>와 차이가 있다. 또한 중요 경물과 건축물 등의 이름을 기입했고 형태를 꼼꼼하고 정확하게 묘사한 점은 다른 작가의 <금강전도> 중에서 내금강의 모습을 가장 구체적으로 재현했다고 볼 수 있다. 국보 제217호로 지정된 정선의 <금강전도(金剛全圖)>와 화풍이 다르지만 예술적인 가치 면에서 전혀 손색이 없다.
따라서 <풍악내산총람도>는 정선의 <금강전도>를 대표할만 하며 회화사적으로도 의미가 크다.

## 같이 보기
- 한국의 미술
- 정선

## 참고 자료
- 정선 필 풍악내산총람도 - 국가유산청 국가유산포털